# Christoffel Plantin Prijs
De Christoffel Plantin Prijs (Frans: Prix Christophe Plantin) is een Belgische prijs die wordt toegekend aan een Belg die bijdraagt tot het prestige van België in het buitenland.

## Ontstaan
Het fonds voor de prijs, vernoemd naar de bekende drukker Christoffel Plantijn, werd gesticht in 1968 door:
- Dr. Baron Ludo van Bogaert, geneesheer
- Baron Roger Avermaete, schrijver
- Hugo Van Kuyck, architect
- Maurits Naessens, bankier
- Jo Van de Perre, industrieel

## Voorwaarde
Om deze prijs te verdienen moet men een weinig gekende Belg zijn en in het buitenland verblijven. De bijdrage moet iets cultureels, artistiek, wetenschappelijk of maatschappelijk zijn die bijdraagt tot de bekendheid van België in het buitenland en die de aandacht verdient.

## Prijs
De prijs wordt jaarlijks uitgereikt en bestaat uit een geldsom en een medaille. De geldsom bedraagt, gefinancierd door de bijdragen van de leden, bedraagt 20.000 euro. De medaille is een creatie van de Antwerpse kunstenares May Néama. Aan de voorzijde vindt men het portret van Plantin, vergezeld met een van zijn citaten: "Ik heb meer hoop in het nageslacht dan in de huidige wereldbevolking". Aan de achterzijde is een oud zicht op Antwerpen met haar aanlegplaatsen afgebeeld en vergezeld van een symbolische passer en de leuzen van Plantin: "Labore et Constantia" (vertaald: "door volharding en inspanning") en "Kinderen, neemt altijd vrede, liefde en eensgezindheid".

## Winnaars
| Jaartal | Winnaar                             | Beroep                                     | Verblijf- of werkplaats                                                                                      | Notities                      |
| ------- | ----------------------------------- | ------------------------------------------ | --- | ----------------------------- |
| 1968    | Armand Henneuse                     | dichter                                    | Lyon, Frankrijk                                                                                              |                               |
| 1969    | Antoon Vollemaere                   | Maya-paleograaf                            | Bujumbura, Burundi                                                                                           | 1929-2022                     |
| 1970    | Albert Van Den Branden, S.J.        | Theoloog                                   | Libanese Universiteit, Libanon                                                                               |                               |
| 1971    | Pierre Leon                         | Muzikant                                   | Bonn Opera, Duitsland                                                                                        |                               |
| 1972    | Jean Devaux                         | Toneeldecorateur                           | Guatemala |                               |
| 1973    | Jan Yoors                           | Auteur en tapijtwever                      | New York, Verenigde Staten                                                                                   |                               |
| 1974    | Pierre Rijckmans                    | Sinoloog                                   | Australian National University, Australië                                                                    |                               |
| 1975    | Robert Vliegen                      | Muzikant                                   | Osaka College of Music, Japan                                                                                |                               |
| 1976    | Paul Detienne, S.J.                 | Auteur en vertaler                         | India |                               |
| 1977    | Claude Alard                        | Beeldhouwer                                | Bourges, Frankrijk                                                                                           |                               |
| 1978    | Mgr. Jose Ruysschaert               | Vice-prefect Vaticaanse bibliotheek        | Vaticaanstad                                                                                                 |                               |
| 1979    | Professor Dr. Karel Maertens        | Geneesheer                                 | University of Kinshasa, Congo-Kinshasa                                                                       |                               |
| 1980    | Professor Pierre van Rutten         | Estheticus en semanticus                   | University of Ottawa, Canada                                                                                 |                               |
| 1981    | Henri R. Leribaux                   | Nucleaire wetenschappen                    | Texas A&M University, Verenigde Staten                                                                       |                               |
| 1982    | Professor Benjamin Hendrickx        | Historicus                                 | Aristoteles-universiteit van Thessaloniki, Griekenland                                                       |                               |
| 1983    | Philippe Falisse                    | Muzikant                                   | India |                               |
| 1984    | Charles L. Schepens                 | Geneesheer                                 | Verenigde Staten                                                                                             |                               |
| 1985    | Edouard Versteylen                  | Archeoloog                                 | Museo Nacional de Arqueología Antropología e Historia del Perú, Peru                                         |                               |
| 1986    | Dr. Gabrielle Wille                 | Stichter dienst voor drugslijders          | Universidad del Norte, Colombia                                                                              |                               |
| 1987    | Luc Croegaert, S.J.                 | Filosoof, Afrikaanse studie                | Afrika |                               |
| 1988    | Nicole Dacos                        | Pilosoof                                   | Academia Belgica, Italië                                                                                     |                               |
| 1989    | Dr. Ghislaine Godenne               | Geneesheer                                 | University of Maryland, College Park, Verenigde Staten                                                       |                               |
| 1990    | Willem A. Grootaers, C.I.C.M.       | Historicus                                 | Katholieke Universiteit Fu Jen, Japan                                                                        |                               |
| 1991    | Jan De Vos                          | Filosoof                                   | Academia of Investigaciòn Científica Mexican, Mexico                                                         |                               |
| 1992    | Dr. Emile L. Boulpaep               | Geneesheer                                 | Yale University, Verenigde Staten                                                                            |                               |
| 1993    | Dr. Marc R. de Leval                | Geneesheer                                 | Great Ormond Street Hospital, Verenigd Koninkrijk                                                            |                               |
| 1994    | Dr. Lilyan Kesteloot                | Filosofe, Afrikaanse cultuur en literatuur | University of Dakar, Senegal                                                                                 |                               |
| 1995    | Ferdinand de Trazegnies y Granda    | Advocaat                                   | Peru |                               |
| 1998    | Dr. Jan Modest Quaegebuer           | Geneesheer                                 | Columbia University, Verenigde Staten                                                                        |                               |
| 1999    | Robert Cailliau                     | Informaticus                               | CERN, Oostenrijk                                                                                             | co-creator World Wide Web     |
| 2000    | Professor Lutgarde Buydens          | Onderzoeker                                | Universiteit Nijmegen, Nederland                                                                             |                               |
| 2001    | Robert Casteels                     | Decaan                                     | Lasalle College of the Arts, Singapore                                                                       |                               |
| 2002    | Pierre De Meyts                     | Geneesheer                                 | Hagedorn Research Institute, Denemarken                                                                      |                               |
| 2003    | Professor Eduardo Dargent Chamot    | Voedingsgeleerde                           | St. Mary's University, Verenigde Staten                                                                      |                               |
| 2004    | Professor Christian Wellekens       | Onderzoeker                                | Institut Eurécom, Frankrijk                                                                                  |                               |
| 2005    | Professor Hervé Boulard             | Ontwikkelaar                               | École Polytechnique Fédérale de Lausanne, Zwitserland                                                        | Automatische spraakherkenning |
| 2006    | Professor Dr.Bart Willem Kempenaers | Onderzoeker                                | Max-Planck-Institut, Duitsland                                                                               |                               |
| 2007    | Dirk Van Braeckel                   | Ontwerper                                  | Bentley Motors, Verenigd Koninkrijk                                                                          |                               |
| 2008    | Professor Patrick De Deckker        | Onderzoeker klimaatsverandering            | University of Adelaide, Australië                                                                            |                               |
| 2009    | Professor Jo Haazen                 | Musicus, beiaardier                        | Staatsuniversiteit van Sint-Petersburg, Rusland Faculteit voor Vergelijkende Godsdienstwetenschappen, België |                               |
| 2010    | Professor Jean-Pierre Danthine      | Econoom                                    | Zwitserse Nationale Bank, Zwitserland                                                                        |                               |
| 2011    | Catherine Geens                     | Bedrijfsmanager                            | Fundación Carlos de Amberes, Spanje                                                                          |                               |
| 2012    | Koen Sevenants                      |                                            | vzw Morning Tears, China                                                                                     |                               |
| 2013    | An Van Camp                         | Kunsthistoricus, conservator               | British Museum, Verenigd Koninkrijk                                                                          |                               |
| 2014    | Professor Daniel Wagner             | Materiaalkundige                           | Weizmann Instituut van Wetenschappen, Israël                                                                 |                               |
| 2015    | Bernard Kervyn                      | Ontwikkelingswerker                        | Mekong Plus, Vietnam                                                                                         |                               |
| 2016    | Chris Dercon                        | Curator en museumdirecteur                 | Tate Modern, Verenigd Koninkrijk Volksbühne, Duitsland                                                       |                               |
| 2017    | Professor Hilde De Reuse            | Onderzoeker microbiologie                  | Institut Pasteur, Frankrijk                                                                                  |                               |
| 2018    | Dr. Piet Noë                        | Oogarts                                    | Rwanda Charity Eye Hospital, Rwanda                                                                          |                               |
| 2019    | Gilbert Deflo                       | Operaregisseur                             | wereldwijd                                                                                                   |                               |
| 2021    | Veerle Sterken                      | Ruimtewetenschapper                        | ETH Zürich                                                                                                   |                               |
| 2022    | Christophe Cox                      | Sociaal ondernemer                         | APOPO, Tanzania                                                                                              |                               |